# Zbigniew Bogucki
Zbigniew Bogucki (19 dicembre 1956) è un ex cestista polacco.

## Carriera
Con la Polonia ha disputato due edizioni dei Campionati europei (1981, 1983).

## Palmarès
- Campionato polacco: 5

Wybrzeże Danzica: 1977-78
Lech Poznań: 1982-83, 1983-84, 1988-89, 1989-90